# اسلام در لوکزامبورگ

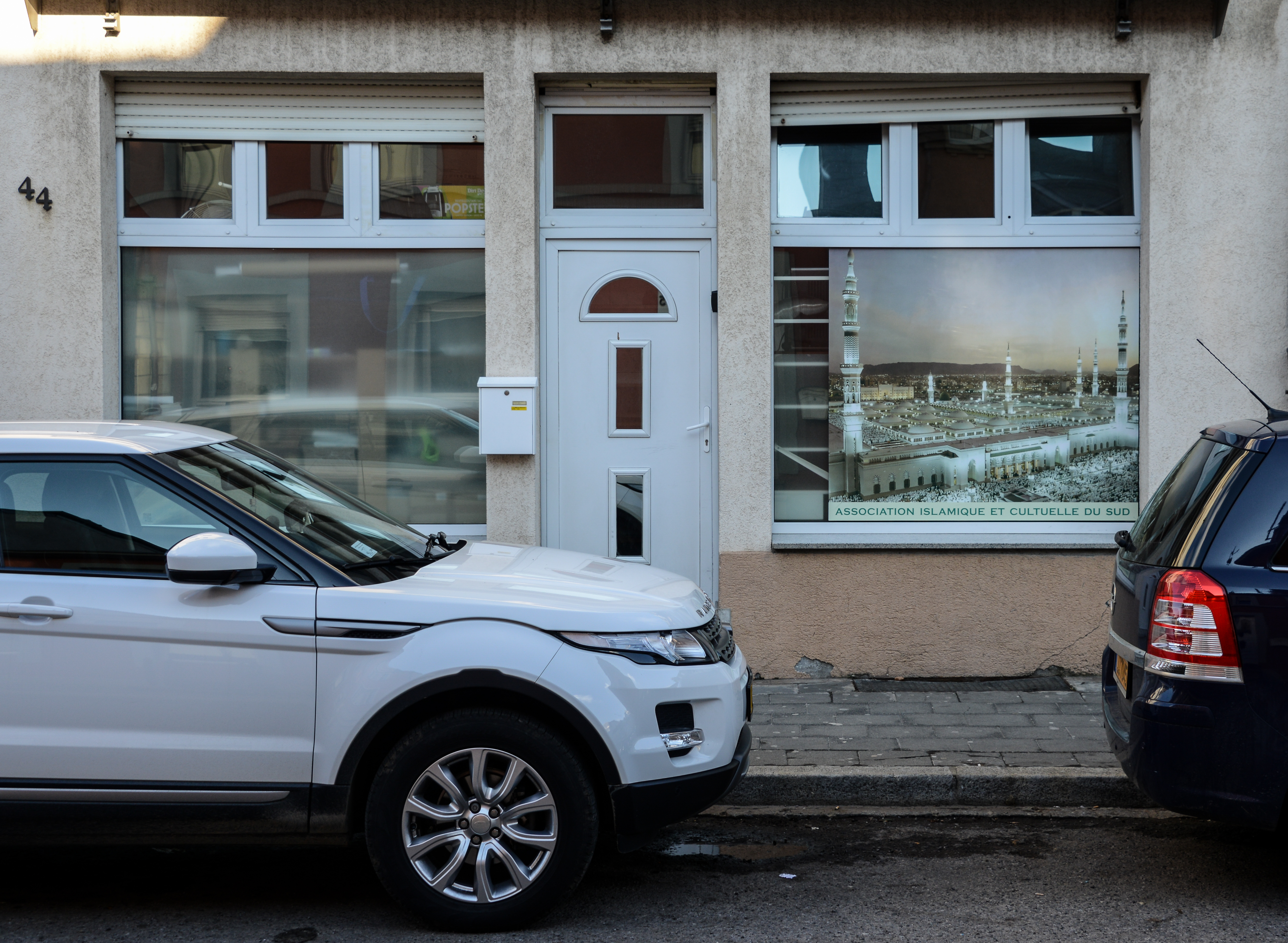
یک مسجد در لوکزامبورگ

اسلام در لوکزامبورگ یک اقلیت دینی به حساب می‌آید که در کنار دین مردمان لوکزامبورگ که مسیحی کاتولیک می‌باشند به همراه مسیحیان پروتستان، و یهودیان اقلیت دینی به‌شمار می‌روند. مجلس لوکزامبورگ از سال ۲۰۰۸ دین اسلام را به صورت قانونی در این کشور به رسمیت شناخته شده‌است.
تا دههٔ ۱۹۷۰ میلادی جمعیت مسلمانان لوکزامبورگ بسیار کوچک و کم‌جمعیت بود. در اواسط دههٔ ۱۹۷۰ جمعیت مسلمان تنها ۳۰۰ نفر شمارش شده‌بود؛ که در واسطه دههٔ ۱۹۹۰ و از زمان آغاز جنگ‌های داخلی در یوگسلاوی سابق پناهجویان عمدتاً مسلمان بوسنیایی وارد لوکزامبورگ شدند، این پناهجویان در حدود بیش از ۳٬۰۰۰ تخمین زده می‌شوند.
امروزه شش مسجد در لوکزامبورگ وجود دارد و جمعیت مسلمانان در حدود ۱۰٬۰۰۰–۱۲٬۰۰۰ نفر تخمین زده می‌شود حال حاضر اسلام دین دوم در لوکزامبورگ، بعد از کاتولیک به‌شمار می‌رود.